# 马鞍底乡
马鞍底乡，是中华人民共和国云南省红河哈尼族彝族自治州金平苗族瑶族傣族自治县下辖的一个乡镇级行政单位。

## 行政区划
马鞍底乡下辖以下地区：
马鞍底村、马拐塘村、普玛村、中寨村、地西北村和中梁村。